# 花形ポジション
花形ポジション（はながたポジション）は、スポーツ用語の1種。チームスポーツにおいて人気を集めるポジションを指す。

## 各ポジション
競技によっては複数存在したり、国や時代などで異なる場合もある。
- 野球
  - 投手（日本）
  - 遊撃手（アメリカ合衆国）
- サッカー
  - フォワード
- ラグビー
  - スタンドオフ
- アメリカンフットボール
  - クォーターバック
- バスケットボール
  - センター
- バレーボール
  - アタッカー
- アイスホッケー
  - ゴールテンダー
- ハンドボール
  - レフトバック